# Fu Xuezhang
Fu Xuezhang (chiń. 傅学章) – chiński dyplomata.
Ambasador Chińskiej Republiki Ludowej w Phnom Penh (Królestwo Kambodży). Pełnił tę funkcję w okresie od października 1991 do września 1993 roku. Następnie był ambasadorem w Republice Singapuru od lipca 1995 do lipca 1997 roku. Później został ambasadorem w Królestwie Tajlandii i pełnił urząd od września 1997 do lutego 2001 roku.